# Турецкие бани на Линкольн-плейс
Турецкие бани на Линкольн-плейс (англ. Turkish Baths on Lincoln Place) — бывшая турецкая баня в викторианском стиле на улице Линкольн-плейс в Дублине. Действовала с 1860 по 1901 год. Здание снесено в 1970 году.
Бани упоминаются в романе «Улисс» Джеймса Джойса, в котором главный герой Леопольд Блум называет их «банями мечети». Действие романа разворачивается в 1904 году, тогда как бани были закрыты за три года до описываемых в нём событий.

## История
Открылись 2 февраля 1860 года. Здание было построено по заказу врача-гидротерапевта Ричарда Бартера и управлялось организацией «Тёкиш Бат Компани ов Дублин Лтд». Главный фасад имел длину 186 футов. Банщики были одеты в красные халаты и турецкие тапочки, и подавали посетителям кофе и чубук. Вскоре после открытия бани приобрели у горожан популярность. В течение первых четырёх лет здесь обслуживали до девяносто купальщиков в день.
Прилегающий к баням ресторан был сдан в аренду нескольким владельцам, первым из которых было «Кафе де Пари», которым управляла компания «Мюрет и Олин». Это был первый зарегистрированный французский ресторан в Дублине.
В 1867 году Ричард Бартер продал свой бизнес. 17 марта 1869 года он открыл баню «Хаммам» на О'Коннелл-стрит. В 1867 и 1875 годах в банях на Линкольн-плейс был проведён ремонт. В ходе ремонтных работ 1875 года были установлены современные душевые кабины и ванные. Не выдержав конкуренции со стороны бани «Хаммам» и новых бань на улице Сент-Стивен-стрит турецкие бани на Линкольн-плейс были закрыты в 1880 году; здание было выставлено на продажу. Его приобрела компания «Миллар и Джари», владевшая банями на улице Сент-Стивен-стрит, и капитально отремонтировала. После ряда событий, включая суд по делу о халатности, компания продала здание в 1900 году. Последнее использовалась в качестве коммерческой недвижимости. В 1970 году здание снесли.

## Здание
Спроектированное Ричардом Бартером (не родственником владельца бани), сооружение получило высокую оценку со стороны журнала «Дублинский строитель», который отметил высокое мастерство ирландских строителей в исполнении необычного архитектурного дизайна, отметив, в частности, тщательно продуманную штукатурку на фасаде. По обе стороны от центральной кассы располагались две отдельные помывочные зоны для мужчин и женщин. Очень заметной особенностью был пятидесятифутовый купол в форме гуська, который находился над залом заседаний совета директоров компании. В задней части здания была зона для купания животных, включая лошадей. В интерьере использовались «восточные арки и цветной кирпич», а полы были выложены узорчатой плиткой компании «Минтонс».

## В культуре
В главе «Пожиратели лотосов» романа «Улисс» Джеймса Джойса главный герой Леопольд Блум, купив в аптеке лимонное мыло, решает использовать его в турецких банях, где он также думает заняться мастурбацией.